# Kirkby Head
Kirkby Head är en udde i Antarktis. Den ligger i Östantarktis. Australien gör anspråk på området.
Terrängen inåt land är platt söderut, men söderut är den kuperad. Havet är nära Kirkby Head åt nordväst. Trakten är obefolkad. Det finns inga samhällen i närheten. 